# Чедвик Боузман
Чедвик Арон Боузман (енгл. Chadwick Aaron Boseman; Андерсон, 29. новембар 1976 — Лос Анђелес, 28. август 2020) био је амерички филмски и телевизијски глумац. Најпознатији је по улози као краљ Т'чала у Марвеловим филмовима Црни Пантер, Капетан Америка: Грађански рат, Осветници: Рат бескраја и Осветници: Крај игре.

## Смрт
Дана 28. августа изненада је саопштено да је Боузман преминуо од рака дебелога црева. Јавност није знала да он болује све до његове смрти. У саопштењу је писало да је Боузману дијагностикована трећа фаза рака дебелога црева још 2016. године, која је потом напредовала. Студио Марвел се опростио од њега речима:
Био је наш Т'чала, наш Црни Пантер и наш драги пријатељ. Кад год би дошао на снимање, зрачио је харизмом и радошћу, а сваки пут када се појавио на екрану створио је нешто стварно неизбрисиво. У свом раду је отелотворио много невероватних и великих људи. Био је паметан и љубазан и моћан и јак као и свака особа коју је приказао. Сада заузима своје место уз њих. Породица 'Марвел студија' дубоко жали због његовог одласка.